# La Vie des maîtres
La Vie des maîtres est un récit de la rencontre avec des maîtres spirituels par Baird Thomas Spalding.

## L'histoire
Le 22 décembre 1894, onze scientifiques américains se réunissent à Potal, petit village de l'Inde. Sceptiques par nature, ils n'acceptent aucune vérité a priori, mais certains phénomènes les intriguent. Ils décident de vérifier de leurs yeux les prodiges accomplis par les maîtres orientaux.
Car en Inde, au Tibet et au Népal existent des hommes aux facultés étonnantes qui communiquent à distance, voyagent par lévitation et guérissent les infirmes. Les savants découvrent, peu à peu fascinés, des lois physiques et psychiques encore inconnues : grâce à une ascèse aux règles bien établies, l'esprit devient capable de maîtriser la matière, et même de quitter son enveloppe charnelle. Au contact de cette hiérarchie invisible des maîtres de sagesse, ils commencent un itinéraire spirituel qui va les mener à la découverte de leur Moi profond, intemporel et éternel.

## Rédaction et traduction
L'auteur, Baird T. Spalding, mentionne qu'il fait partie d'un groupe de « onze hommes de science avertis » qui ont mené des « recherches métaphysiques » dans le désert de Gobi,  Sa démarche résulte d'un intérêt grandissant vers un éveil spirituel du monde à cette époque. Les détails fournis et les descriptions des lieux et des personnes rencontrées sont si riches et emprunts de vivacité qu'on ne peut exclure la véracité de son passage dans ces contrées lointaines. La Vie des Maîtres est le récit de son expédition en Inde, au Tibet, en Chine et en Perse. 
Selon l'éditeur Robert Laffont, ce livre a été diffusé à des millions d'exemplaires dans le monde anglo-saxon. La Vie des maîtres a été ensuite traduite par un polytechnicien, Jacques Weiss, sous le pseudonyme de Louis Colombelle. Weiss a tenté de prouver que le récit de Baird était soit vrai, soit faux, sans succès.
En 1986, les éditions Robert Laffont ont décerné un « Livre d’or » à Jacques Weiss pour le cent-millième exemplaire vendu.